# بردلی لی داگرتی
بردلی لی داگرتی (انگلیسی: Brad Daugherty؛ زادهٔ ۱۹ اکتبر ۱۹۶۵) بازیکن بسکتبال اهل ایالات متحده آمریکا است.
وی همچنین برندهٔ جوایزی همچون تیم آل-ان‌بی‌ای شده‌است.
از باشگاه‌هایی که در آن بازی کرده‌است می‌توان به کلیولند کاوالیرز اشاره کرد.